# Eletti alla Camera dei deputati nelle elezioni politiche italiane del 1996
Questo elenco riporta i nomi dei deputati della XIII legislatura della Repubblica Italiana dopo le elezioni politiche del 1996, suddivisi per circoscrizione:

## Maggioritario
| Circoscrizione             | Lista                     | Eletto                         |
| -------------------------- | ------------------------- | ------------------------------ |
| I - Piemonte 1             | L'Ulivo                   | Maria Pia Valetto              |
| I - Piemonte 1             | L'Ulivo                   | Diego Novelli                  |
| I - Piemonte 1             | L'Ulivo                   | Maria Chiara Acciarini         |
| I - Piemonte 1             | L'Ulivo                   | Sergio Chiamparino             |
| I - Piemonte 1             | L'Ulivo                   | Dario Ortolano                 |
| I - Piemonte 1             | L'Ulivo                   | Furio Colombo                  |
| I - Piemonte 1             | L'Ulivo                   | Gianfranco Morgando            |
| I - Piemonte 1             | L'Ulivo                   | Giorgio Benvenuto              |
| I - Piemonte 1             | L'Ulivo                   | Giorgio Panattoni              |
| I - Piemonte 1             | L'Ulivo                   | Renato Cambursano              |
| I - Piemonte 1             | L'Ulivo                   | Giorgio Gardiol                |
| I - Piemonte 1             | L'Ulivo                   | Sergio Rogna                   |
| I - Piemonte 1             | L'Ulivo                   | Salvatore Buglio               |
| I - Piemonte 1             | L'Ulivo                   | Mimmo Lucà                     |
| I - Piemonte 1             | L'Ulivo                   | Livia Turco                    |
| I - Piemonte 1             | L'Ulivo                   | Piero Fassino                  |
| I - Piemonte 1             | L'Ulivo                   | Giuseppe Niedda                |
| I - Piemonte 1             | L'Ulivo                   | Luigi Massa                    |
| I - Piemonte 1             | L'Ulivo                   | Giorgio Merlo                  |
| II - Piemonte 2            | Polo per le Libertà       | Mariella Cavanna Scirea        |
| II - Piemonte 2            | L'Ulivo                   | Sergio Soave                   |
| II - Piemonte 2            | Polo per le Libertà       | Raffaele Costa                 |
| II - Piemonte 2            | Lega Nord                 | Mario Lucio Barral             |
| II - Piemonte 2            | Polo per le Libertà       | Maria Teresa Armosino          |
| II - Piemonte 2            | L'Ulivo                   | Vittorio Voglino               |
| II - Piemonte 2            | Polo per le Libertà       | Eugenio Viale                  |
| II - Piemonte 2            | L'Ulivo                   | Renzo Penna                    |
| II - Piemonte 2            | L'Ulivo                   | Gianni Rivera                  |
| II - Piemonte 2            | L'Ulivo                   | Lino Carlo Rava                |
| II - Piemonte 2            | Polo per le Libertà       | Roberto Rosso                  |
| II - Piemonte 2            | Polo per le Libertà       | Sandro Delmastro delle Vedove  |
| II - Piemonte 2            | Polo per le Libertà       | Roberto Lavagnini              |
| II - Piemonte 2            | Polo per le Libertà       | Ugo Martinat                   |
| II - Piemonte 2            | Polo per le Libertà       | Vittorio Tarditi               |
| II - Piemonte 2            | Polo per le Libertà       | Paolo Mammola                  |
| II - Piemonte 2            | Polo per le Libertà       | Marco Zacchera                 |
| III - Lombardia 1          | Polo per le Libertà       | Silvio Berlusconi              |
| III - Lombardia 1          | Polo per le Libertà       | Ignazio La Russa               |
| III - Lombardia 1          | Polo per le Libertà       | Rocco Buttiglione              |
| III - Lombardia 1          | Polo per le Libertà       | Michele Saponara               |
| III - Lombardia 1          | Polo per le Libertà       | Mario Valducci                 |
| III - Lombardia 1          | Polo per le Libertà       | Achille Serra                  |
| III - Lombardia 1          | Polo per le Libertà       | Gabriele Pagliuzzi             |
| III - Lombardia 1          | Polo per le Libertà       | Tiziana Maiolo                 |
| III - Lombardia 1          | L'Ulivo                   | Franco Danieli                 |
| III - Lombardia 1          | Polo per le Libertà       | Gabriele Cimadoro              |
| III - Lombardia 1          | Polo per le Libertà       | Alberto di Luca                |
| III - Lombardia 1          | Polo per le Libertà       | Valentina Aprea                |
| III - Lombardia 1          | Polo per le Libertà       | Giuseppe Rossetto              |
| III - Lombardia 1          | Polo per le Libertà       | Giovanni Deodato               |
| III - Lombardia 1          | Polo per le Libertà       | Paolo Romani                   |
| III - Lombardia 1          | Polo per le Libertà       | Giulio Savelli                 |
| III - Lombardia 1          | L'Ulivo                   | Franco Monaco                  |
| III - Lombardia 1          | L'Ulivo                   | Carlo Stelluti                 |
| III - Lombardia 1          | Polo per le Libertà       | Roberto Alboni                 |
| III - Lombardia 1          | L'Ulivo                   | Nando dalla Chiesa             |
| III - Lombardia 1          | L'Ulivo                   | Giovanni Bianchi               |
| III - Lombardia 1          | L'Ulivo                   | Marco Fumagalli                |
| III - Lombardia 1          | Polo per le Libertà       | Dario Rivolta                  |
| III - Lombardia 1          | Polo per le Libertà       | Alessandro Rubino              |
| III - Lombardia 1          | Polo per le Libertà       | Roberto Radice                 |
| III - Lombardia 1          | Polo per le Libertà       | Anna Maria De Luca             |
| III - Lombardia 1          | L'Ulivo                   | Lino Duilio                    |
| III - Lombardia 1          | Polo per le Libertà       | Gian Paolo Landi               |
| III - Lombardia 1          | L'Ulivo                   | Sergio Fumagalli               |
| III - Lombardia 1          | Polo per le Libertà       | Domenico Lo Jucco              |
| III - Lombardia 1          | L'Ulivo                   | Ferdinando Targetti            |
| IV - Lombardia 2           | Lega Nord                 | Irene Pivetti                  |
| IV - Lombardia 2           | Polo per le Libertà       | Massimo Maria Berruti          |
| IV - Lombardia 2           | Lega Nord                 | Carlo Ambrogio Frigerio        |
| IV - Lombardia 2           | Lega Nord                 | Giancarlo Giorgetti            |
| IV - Lombardia 2           | Lega Nord                 | Giovanna Bianchi Clerici       |
| IV - Lombardia 2           | Polo per le Libertà       | Renzo Tosolini                 |
| IV - Lombardia 2           | Polo per le Libertà       | Luigi Negri                    |
| IV - Lombardia 2           | Polo per le Libertà       | Alessio Butti                  |
| IV - Lombardia 2           | Lega Nord                 | Paolo Colombo                  |
| IV - Lombardia 2           | Lega Nord                 | Cesare Rizzi                   |
| IV - Lombardia 2           | Polo per le Libertà       | Mario Taborelli                |
| IV - Lombardia 2           | Lega Nord                 | Ugo Parolo                     |
| IV - Lombardia 2           | Lega Nord                 | Elena Ciapusci                 |
| IV - Lombardia 2           | L'Ulivo                   | Lamberto Riva                  |
| IV - Lombardia 2           | L'Ulivo                   | Mauro Guerra                   |
| IV - Lombardia 2           | Polo per le Libertà       | Mirko Tremaglia                |
| IV - Lombardia 2           | Lega Nord                 | Piergiorgio Martinelli         |
| IV - Lombardia 2           | Lega Nord                 | Luciana Frosio Roncalli        |
| IV - Lombardia 2           | Lega Nord                 | Ettore Pietro Pirovano         |
| IV - Lombardia 2           | Lega Nord                 | Roberto Calderoli              |
| IV - Lombardia 2           | Lega Nord                 | Silvestro Terzi                |
| IV - Lombardia 2           | Lega Nord                 | Giacomo Stucchi                |
| IV - Lombardia 2           | Lega Nord                 | Diego Alborghetti              |
| IV - Lombardia 2           | L'Ulivo                   | Paolo Corsini                  |
| IV - Lombardia 2           | L'Ulivo                   | Emilio Del Bono                |
| IV - Lombardia 2           | Lega Nord                 | Daniele Roscia                 |
| IV - Lombardia 2           | Polo per le Libertà       | Adriano Paroli                 |
| IV - Lombardia 2           | L'Ulivo                   | Francesco Ferrari              |
| IV - Lombardia 2           | Lega Nord                 | Roberto Faustinelli            |
| IV - Lombardia 2           | Lega Nord                 | Daniele Molgora                |
| IV - Lombardia 2           | Lega Nord                 | Alessandro Cè                  |
| IV - Lombardia 2           | Lega Nord                 | Davide Carlo Caparini          |
| V - Lombardia 3            | Polo per le Libertà       | Stefano Losurdo                |
| V - Lombardia 3            | Polo per le Libertà       | Mario Masiero                  |
| V - Lombardia 3            | Polo per le Libertà       | Giacomo De Ghislanzoni Cardoli |
| V - Lombardia 3            | Polo per le Libertà       | Luigi Gastaldi                 |
| V - Lombardia 3            | Polo per le Libertà       | Umberto Giovine                |
| V - Lombardia 3            | L'Ulivo                   | Gianni Risari                  |
| V - Lombardia 3            | L'Ulivo                   | Sergio Trabattoni              |
| V - Lombardia 3            | L'Ulivo                   | Marco Pezzoni                  |
| V - Lombardia 3            | L'Ulivo                   | Diego Masi                     |
| V - Lombardia 3            | L'Ulivo                   | Ruggero Ruggeri                |
| V - Lombardia 3            | L'Ulivo                   | Franco Raffaldini              |
| VI - Trentino-Alto Adige   | Polo per le Libertà       | Franco Frattini                |
| VI - Trentino-Alto Adige   | Südtiroler Volkspartei    | Siegfried Brugger              |
| VI - Trentino-Alto Adige   | Südtiroler Volkspartei    | Karl Zeller                    |
| VI - Trentino-Alto Adige   | Südtiroler Volkspartei    | Hans Widmann                   |
| VI - Trentino-Alto Adige   | L'Ulivo                   | Sandro Schmid                  |
| VI - Trentino-Alto Adige   | L'Ulivo                   | Marco Boato                    |
| VI - Trentino-Alto Adige   | L'Ulivo                   | Luigi Olivieri                 |
| VI - Trentino-Alto Adige   | L'Ulivo                   | Giuseppe Detomas               |
| VII - Veneto 1             | Polo per le Libertà       | Pieralfonso Fratta Pasini      |
| VII - Veneto 1             | Polo per le Libertà       | Alberto Giorgetti              |
| VII - Veneto 1             | Polo per le Libertà       | Ettore Peretti                 |
| VII - Veneto 1             | Lega Nord                 | Luca Bagliani                  |
| VII - Veneto 1             | Lega Nord                 | Stefano Signorini              |
| VII - Veneto 1             | Polo per le Libertà       | Antonio Piva                   |
| VII - Veneto 1             | Polo per le Libertà       | Aventino Frau                  |
| VII - Veneto 1             | L'Ulivo                   | Tiziano Treu                   |
| VII - Veneto 1             | Lega Nord                 | Fiorenzo Della Rosa            |
| VII - Veneto 1             | Lega Nord                 | Daniele Apolloni               |
| VII - Veneto 1             | Lega Nord                 | Alberto Lembo                  |
| VII - Veneto 1             | Lega Nord                 | Carlo Fongaro                  |
| VII - Veneto 1             | Lega Nord                 | Luigino Vascon                 |
| VII - Veneto 1             | L'Ulivo                   | Gianantonio Mazzocchin         |
| VII - Veneto 1             | L'Ulivo                   | Piero Ruzzante                 |
| VII - Veneto 1             | L'Ulivo                   | Sergio Manzato                 |
| VII - Veneto 1             | L'Ulivo                   | Giovanni Saonara               |
| VII - Veneto 1             | L'Ulivo                   | Luisa Debiasio Calimani        |
| VII - Veneto 1             | Lega Nord                 | Flavio Rodeghiero              |
| VII - Veneto 1             | L'Ulivo                   | Dino Scantamburlo              |
| VII - Veneto 1             | L'Ulivo                   | Gabriele Frigato               |
| VII - Veneto 1             | Polo per le Libertà       | Demetrio Errigo                |
| VIII - Veneto 2            | L'Ulivo                   | Giovanni Castellani            |
| VIII - Veneto 2            | L'Ulivo                   | Cesare De Piccoli              |
| VIII - Veneto 2            | L'Ulivo                   | Franco Bonato                  |
| VIII - Veneto 2            | L'Ulivo                   | Giorgio La Malfa               |
| VIII - Veneto 2            | L'Ulivo                   | Paolo Peruzza                  |
| VIII - Veneto 2            | Polo per le Libertà       | Mario Pezzoli                  |
| VIII - Veneto 2            | L'Ulivo                   | Marcello Basso                 |
| VIII - Veneto 2            | L'Ulivo                   | Adriana Vigneri                |
| VIII - Veneto 2            | Lega Nord                 | Mauro Michielon                |
| VIII - Veneto 2            | Lega Nord                 | Luciano Dussin                 |
| VIII - Veneto 2            | Lega Nord                 | Giuseppe Covre                 |
| VIII - Veneto 2            | Lega Nord                 | Guido Dussin                   |
| VIII - Veneto 2            | Lega Nord                 | Paolo Bampo                    |
| VIII - Veneto 2            | Lega Nord                 | Fabio Calzavara                |
| VIII - Veneto 2            | Lega Nord                 | Gianpaolo Dozzo                |
| IX - Friuli-Venezia Giulia | Polo per le Libertà       | Roberto Menia                  |
| IX - Friuli-Venezia Giulia | Polo per le Libertà       | Guadalberto Nicolini           |
| IX - Friuli-Venezia Giulia | L'Ulivo                   | Mario Prestamburgo             |
| IX - Friuli-Venezia Giulia | L'Ulivo                   | Elvio Ruffino                  |
| IX - Friuli-Venezia Giulia | Polo per le Libertà       | Manlio Collavini               |
| IX - Friuli-Venezia Giulia | Lega Nord                 | Rinaldo Bosco                  |
| IX - Friuli-Venezia Giulia | Polo per le Libertà       | Daniele Franz                  |
| IX - Friuli-Venezia Giulia | Lega Nord                 | Domenico Pittino               |
| IX - Friuli-Venezia Giulia | Lega Nord                 | Edouard Ballaman               |
| IX - Friuli-Venezia Giulia | Polo per le Libertà       | Manlio Contento                |
| X - Liguria                | Polo per le Libertà       | Giorgio Rebuffa                |
| X - Liguria                | Polo per le Libertà       | Claudio Scajola                |
| X - Liguria                | Polo per le Libertà       | Paolo Nan                      |
| X - Liguria                | L'Ulivo                   | Maura Camoirano                |
| X - Liguria                | L'Ulivo                   | Lorenzo Acquarone              |
| X - Liguria                | L'Ulivo                   | Roberto Di Rosa                |
| X - Liguria                | L'Ulivo                   | Lino De Benetti                |
| X - Liguria                | L'Ulivo                   | Giovanni Marongiu              |
| X - Liguria                | L'Ulivo                   | Claudio Burlando               |
| X - Liguria                | Polo per le Libertà       | Alfredo Biondi                 |
| X - Liguria                | L'Ulivo                   | Grazia Labate                  |
| X - Liguria                | L'Ulivo                   | Alessandro Repetto             |
| X - Liguria                | L'Ulivo                   | Nerio Nesi                     |
| X - Liguria                | L'Ulivo                   | Giorgio Bogi                   |
| XI - Emilia-Romagna        | L'Ulivo                   | Beniamino Andreatta            |
| XI - Emilia-Romagna        | L'Ulivo                   | Gianni Mattioli                |
| XI - Emilia-Romagna        | L'Ulivo                   | Sauro Sedioli                  |
| XI - Emilia-Romagna        | L'Ulivo                   | Roberto Pinza                  |
| XI - Emilia-Romagna        | L'Ulivo                   | Valter Bielli                  |
| XI - Emilia-Romagna        | L'Ulivo                   | Giordano Angelini              |
| XI - Emilia-Romagna        | L'Ulivo                   | Ramon Mantovani                |
| XI - Emilia-Romagna        | L'Ulivo                   | Elsa Signorino                 |
| XI - Emilia-Romagna        | L'Ulivo                   | Alfredo Zagatti                |
| XI - Emilia-Romagna        | L'Ulivo                   | Enrico Boselli                 |
| XI - Emilia-Romagna        | L'Ulivo                   | Adriano Vignali                |
| XI - Emilia-Romagna        | L'Ulivo                   | Romano Prodi                   |
| XI - Emilia-Romagna        | L'Ulivo                   | Ugo Boghetta                   |
| XI - Emilia-Romagna        | L'Ulivo                   | Achille Occhetto               |
| XI - Emilia-Romagna        | L'Ulivo                   | Bruno Solaroli                 |
| XI - Emilia-Romagna        | L'Ulivo                   | Giovanna Grignaffini           |
| XI - Emilia-Romagna        | L'Ulivo                   | Sergio Sabattini               |
| XI - Emilia-Romagna        | L'Ulivo                   | Mauro Zani                     |
| XI - Emilia-Romagna        | L'Ulivo                   | Paolo Galletti                 |
| XI - Emilia-Romagna        | L'Ulivo                   | Salvatore Biasco               |
| XI - Emilia-Romagna        | L'Ulivo                   | Roberto Guerzoni               |
| XI - Emilia-Romagna        | L'Ulivo                   | Paola Manzini                  |
| XI - Emilia-Romagna        | L'Ulivo                   | Lanfranco Turci                |
| XI - Emilia-Romagna        | L'Ulivo                   | Sauro Turroni                  |
| XI - Emilia-Romagna        | L'Ulivo                   | Antonio Soda                   |
| XI - Emilia-Romagna        | L'Ulivo                   | Elena Montecchi                |
| XI - Emilia-Romagna        | L'Ulivo                   | Oliviero Diliberto             |
| XI - Emilia-Romagna        | L'Ulivo                   | Rocco Caccavari                |
| XI - Emilia-Romagna        | L'Ulivo                   | Giuseppe Bicocchi              |
| XI - Emilia-Romagna        | L'Ulivo                   | Pierluigi Petrini              |
| XI - Emilia-Romagna        | Polo per le Libertà       | Tommaso Foti                   |
| XI - Emilia-Romagna        | L'Ulivo                   | Maurizio Migliavacca           |
| XII - Toscana              | L'Ulivo                   | Luigi Berlinguer               |
| XII - Toscana              | L'Ulivo                   | Lamberto Dini                  |
| XII - Toscana              | L'Ulivo                   | Valdo Spini                    |
| XII - Toscana              | L'Ulivo                   | Lapo Pistelli                  |
| XII - Toscana              | L'Ulivo                   | Francesca Chiavacci            |
| XII - Toscana              | L'Ulivo                   | Marco Rizzo                    |
| XII - Toscana              | L'Ulivo                   | Vassili Campatelli             |
| XII - Toscana              | L'Ulivo                   | Leonardo Domenici              |
| XII - Toscana              | L'Ulivo                   | Mauro Vannoni                  |
| XII - Toscana              | L'Ulivo                   | Rosanna Moroni                 |
| XII - Toscana              | L'Ulivo                   | Renzo Innocenti                |
| XII - Toscana              | L'Ulivo                   | Famiano Crucianelli            |
| XII - Toscana              | L'Ulivo                   | Giorgio Malentacchi            |
| XII - Toscana              | L'Ulivo                   | Vasco Giannotti                |
| XII - Toscana              | L'Ulivo                   | Rosy Bindi                     |
| XII - Toscana              | L'Ulivo                   | Fabrizio Vigni                 |
| XII - Toscana              | L'Ulivo                   | Giovanni Brunale               |
| XII - Toscana              | L'Ulivo                   | Flavio Tattarini               |
| XII - Toscana              | Polo per le Libertà       | Tiziana Parenti                |
| XII - Toscana              | L'Ulivo                   | Elio Veltri                    |
| XII - Toscana              | L'Ulivo                   | Fabio Evangelisti              |
| XII - Toscana              | L'Ulivo                   | Carlo Carli                    |
| XII - Toscana              | L'Ulivo                   | Domenico Maselli               |
| XII - Toscana              | L'Ulivo                   | Mauro Paissan                  |
| XII - Toscana              | L'Ulivo                   | Natale D'Amico                 |
| XII - Toscana              | L'Ulivo                   | Alfredo Strambi                |
| XII - Toscana              | L'Ulivo                   | Marco Susini                   |
| XII - Toscana              | L'Ulivo                   | Anna Maria Biricotti           |
| XII - Toscana              | L'Ulivo                   | Fabio Mussi                    |
| XIII - Umbria              | L'Ulivo                   | Vincenzo Visco                 |
| XIII - Umbria              | L'Ulivo                   | Fabrizio Felice Bracco         |
| XIII - Umbria              | L'Ulivo                   | Mauro Agostini                 |
| XIII - Umbria              | L'Ulivo                   | Giuseppe Giulietti             |
| XIII - Umbria              | L'Ulivo                   | Maria Rita Lorenzetti          |
| XIII - Umbria              | L'Ulivo                   | Paolo Raffaelli                |
| XIII - Umbria              | L'Ulivo                   | Francesco Giordano             |
| XIV - Marche               | L'Ulivo                   | Paolo Polenta                  |
| XIV - Marche               | Polo per le Libertà       | Gianluigi Scaltritti           |
| XIV - Marche               | L'Ulivo                   | Fabrizio Cesetti               |
| XIV - Marche               | L'Ulivo                   | Valerio Calzolaio              |
| XIV - Marche               | L'Ulivo                   | Paola Mariani                  |
| XIV - Marche               | L'Ulivo                   | Luigi Giacco                   |
| XIV - Marche               | L'Ulivo                   | Eugenio Duca                   |
| XIV - Marche               | L'Ulivo                   | Primo Galdelli                 |
| XIV - Marche               | L'Ulivo                   | Luciana Sbarbati               |
| XIV - Marche               | L'Ulivo                   | Francesco Merloni              |
| XIV - Marche               | L'Ulivo                   | Maria Lenti                    |
| XIV - Marche               | L'Ulivo                   | Pietro Natale Gasperoni        |
| XV - Lazio 1               | L'Ulivo                   | Walter Veltroni                |
| XV - Lazio 1               | Polo per le Libertà       | Publio Fiori                   |
| XV - Lazio 1               | L'Ulivo                   | Mauro Cutrufo                  |
| XV - Lazio 1               | L'Ulivo                   | Ennio Parrelli                 |
| XV - Lazio 1               | Polo per le Libertà       | Angelo Sanza                   |
| XV - Lazio 1               | L'Ulivo                   | Massimo Scalia                 |
| XV - Lazio 1               | L'Ulivo                   | Carlo Leoni                    |
| XV - Lazio 1               | L'Ulivo                   | Massimo Pompili                |
| XV - Lazio 1               | L'Ulivo                   | Giorgio Pasetto                |
| XV - Lazio 1               | L'Ulivo                   | Enzo Ceremigna                 |
| XV - Lazio 1               | L'Ulivo                   | Augusto Battaglia              |
| XV - Lazio 1               | L'Ulivo                   | Willer Bordon                  |
| XV - Lazio 1               | L'Ulivo                   | Domenico Volpini               |
| XV - Lazio 1               | L'Ulivo                   | Marcella Lucidi                |
| XV - Lazio 1               | L'Ulivo                   | Andrea Guarino                 |
| XV - Lazio 1               | Polo per le Libertà       | Teodoro Buontempo              |
| XV - Lazio 1               | Polo per le Libertà       | Mario Baccini                  |
| XV - Lazio 1               | L'Ulivo                   | Giovanna Melandri              |
| XV - Lazio 1               | L'Ulivo                   | Paolo Cento                    |
| XV - Lazio 1               | L'Ulivo                   | Antonio Ruberti                |
| XV - Lazio 1               | Polo per le Libertà       | Francesco Storace              |
| XV - Lazio 1               | Polo per le Libertà       | Cesare Previti                 |
| XV - Lazio 1               | L'Ulivo                   | Roberto Sciacca                |
| XV - Lazio 1               | Polo per le Libertà       | Gianfranco Fini                |
| XV - Lazio 1               | Polo per le Libertà       | Paolo Becchetti                |
| XV - Lazio 1               | L'Ulivo                   | Angelo Fredda                  |
| XV - Lazio 1               | Polo per le Libertà       | Vittorio Messa                 |
| XV - Lazio 1               | L'Ulivo                   | Fabio Ciani                    |
| XV - Lazio 1               | Polo per le Libertà       | Angelo Santori                 |
| XV - Lazio 1               | L'Ulivo                   | Vincenzo Maria Vita            |
| XV - Lazio 1               | L'Ulivo                   | Aldo Settimi                   |
| XV - Lazio 1               | Polo per le Libertà       | Enzo Savarese                  |
| XVI - Lazio 2              | L'Ulivo                   | Giuseppe Fioroni               |
| XVI - Lazio 2              | Polo per le Libertà       | Gianfranco Saraca              |
| XVI - Lazio 2              | L'Ulivo                   | Pietro Carotti                 |
| XVI - Lazio 2              | L'Ulivo                   | Gian Franco Schietroma         |
| XVI - Lazio 2              | L'Ulivo                   | Giuseppe Alveti                |
| XVI - Lazio 2              | L'Ulivo                   | Cesidio Casinelli              |
| XVI - Lazio 2              | L'Ulivo                   | Lucio Testa                    |
| XVI - Lazio 2              | Polo per le Libertà       | Vincenzo Zaccheo               |
| XVI - Lazio 2              | Polo per le Libertà       | Vincenzo Bianchi               |
| XVI - Lazio 2              | Polo per le Libertà       | Maria Burani Procaccini        |
| XVI - Lazio 2              | Polo per le Libertà       | Gianfranco Conte               |
| XVII - Abruzzo             | L'Ulivo                   | Franco Aloisi                  |
| XVII - Abruzzo             | Polo per le Libertà       | Vincenzo Angeloni              |
| XVII - Abruzzo             | Polo per le Libertà       | Sabatino Aracu                 |
| XVII - Abruzzo             | L'Ulivo                   | Vincenzo Cerulli Irelli        |
| XVII - Abruzzo             | L'Ulivo                   | Franco Gerardini               |
| XVII - Abruzzo             | Polo per le Libertà       | Giovanni Pace                  |
| XVII - Abruzzo             | L'Ulivo                   | Giovanni Di Fonzo              |
| XVII - Abruzzo             | L'Ulivo                   | Franco Corleone                |
| XVII - Abruzzo             | Polo per le Libertà       | Nicola Carlesi                 |
| XVII - Abruzzo             | Polo per le Libertà       | Nino Sospiri                   |
| XVII - Abruzzo             | L'Ulivo                   | Franco Marini                  |
| XVIII - Molise             | Polo per le Libertà       | Eugenio Riccio                 |
| XVIII - Molise             | L'Ulivo                   | Federico Orlando               |
| XVIII - Molise             | L'Ulivo                   | Giovanni Di Stasi              |
| XIX - Campania 1           | Polo per le Libertà       | Alessandra Mussolini           |
| XIX - Campania 1           | L'Ulivo                   | Vincenzo Siniscalchi           |
| XIX - Campania 1           | L'Ulivo                   | Rosa Russo Iervolino           |
| XIX - Campania 1           | Polo per le Libertà       | Nicola Rivelli                 |
| XIX - Campania 1           | L'Ulivo                   | Alfonso Pecoraro Scanio        |
| XIX - Campania 1           | L'Ulivo                   | Eugenio Jannelli               |
| XIX - Campania 1           | L'Ulivo                   | Annamaria Procacci             |
| XIX - Campania 1           | L'Ulivo                   | Umberto Ranieri                |
| XIX - Campania 1           | L'Ulivo                   | Roberto Barbieri               |
| XIX - Campania 1           | L'Ulivo                   | Tullio Grimaldi                |
| XIX - Campania 1           | L'Ulivo                   | Raffaele Cananzi               |
| XIX - Campania 1           | L'Ulivo                   | Giuseppe Gambale               |
| XIX - Campania 1           | L'Ulivo                   | Argia Valeria Albanese         |
| XIX - Campania 1           | L'Ulivo                   | Salvatore Piccolo              |
| XIX - Campania 1           | L'Ulivo                   | Domenico Tuccillo              |
| XIX - Campania 1           | L'Ulivo                   | Michele Giardiello             |
| XIX - Campania 1           | L'Ulivo                   | Uberto Siola                   |
| XIX - Campania 1           | Polo per le Libertà       | Paolo Russo                    |
| XIX - Campania 1           | Polo per le Libertà       | Sergio Cola                    |
| XIX - Campania 1           | L'Ulivo                   | Gianfranco Nappi               |
| XIX - Campania 1           | L'Ulivo                   | Salvatore Vozza                |
| XIX - Campania 1           | Polo per le Libertà       | Aniello Di Nardo               |
| XIX - Campania 1           | L'Ulivo                   | Ernesto Stajano                |
| XIX - Campania 1           | L'Ulivo                   | Giuseppe Petrella              |
| XIX - Campania 1           | L'Ulivo                   | Aldo Cennamo                   |
| XX - Campania 2            | Polo per le Libertà       | Nicolò Cuscunà                 |
| XX - Campania 2            | Polo per le Libertà       | Ferdinando De Franciscis       |
| XX - Campania 2            | L'Ulivo                   | Mario Gatto                    |
| XX - Campania 2            | Polo per le Libertà       | Italo Bocchino                 |
| XX - Campania 2            | Polo per le Libertà       | Mario Gazzilli                 |
| XX - Campania 2            | Polo per le Libertà       | Mario Landolfi                 |
| XX - Campania 2            | Polo per le Libertà       | Nicola Cosentino               |
| XX - Campania 2            | Polo per le Libertà       | Alberto Simeone                |
| XX - Campania 2            | L'Ulivo                   | Michele Abbate                 |
| XX - Campania 2            | L'Ulivo                   | Mario Pepe                     |
| XX - Campania 2            | L'Ulivo                   | Antonio Maccanico              |
| XX - Campania 2            | L'Ulivo                   | Alberta De Simone              |
| XX - Campania 2            | Democrazia e Libertà      | Ciriaco De Mita                |
| XX - Campania 2            | Polo per le Libertà       | Gaetano Colucci                |
| XX - Campania 2            | Polo per le Libertà       | Roberto Manzione               |
| XX - Campania 2            | Polo per le Libertà       | Marco Taradash                 |
| XX - Campania 2            | Polo per le Libertà       | Luigi Nocera                   |
| XX - Campania 2            | Polo per le Libertà       | Antonio Rizzo                  |
| XX - Campania 2            | Polo per le Libertà       | Gennaro Malgieri               |
| XX - Campania 2            | Polo per le Libertà       | Franco Cardiello               |
| XX - Campania 2            | Polo per le Libertà       | Giuseppe Fronzuti              |
| XX - Campania 2            | Polo per le Libertà       | Raffaele Marotta               |
| XXI - Puglia               | L'Ulivo                   | Fabio Di Capua                 |
| XXI - Puglia               | Polo per le Libertà       | Nicandro Marinacci             |
| XXI - Puglia               | L'Ulivo                   | Michele Ricci                  |
| XXI - Puglia               | Polo per le Libertà       | Antonio Pepe                   |
| XXI - Puglia               | L'Ulivo                   | Francesco Bonito               |
| XXI - Puglia               | L'Ulivo                   | Franco Mastroluca              |
| XXI - Puglia               | Polo del Buon Governo     | Adriana Poli Bortone           |
| XXI - Puglia               | Polo per le Libertà       | Alfredo Mantovano              |
| XXI - Puglia               | L'Ulivo                   | Ernesto Abaterusso             |
| XXI - Puglia               | Polo per le Libertà       | Pier Ferdinando Casini         |
| XXI - Puglia               | L'Ulivo                   | Massimo D'Alema                |
| XXI - Puglia               | Polo per le Libertà       | Fedele Pampo                   |
| XXI - Puglia               | L'Ulivo                   | Antonio Rotundo                |
| XXI - Puglia               | L'Ulivo                   | Vittorio Angelici              |
| XXI - Puglia               | Lega d'Azione Meridionale | Giancarlo Cito                 |
| XXI - Puglia               | L'Ulivo                   | Ugo Malagnino                  |
| XXI - Puglia               | L'Ulivo                   | Rocco Maggi                    |
| XXI - Puglia               | L'Ulivo                   | Paolo Rubino                   |
| XXI - Puglia               | Polo per le Libertà       | Lucio Marengo                  |
| XXI - Puglia               | Polo per le Libertà       | Giuseppe Tatarella             |
| XXI - Puglia               | Polo per le Libertà       | Antonio Lorusso                |
| XXI - Puglia               | Polo per le Libertà       | Andrea Gissi                   |
| XXI - Puglia               | L'Ulivo                   | Giannicola Sinisi              |
| XXI - Puglia               | Polo per le Libertà       | Ermanno Iacobellis             |
| XXI - Puglia               | Polo per le Libertà       | Francesco Maria Amoruso        |
| XXI - Puglia               | L'Ulivo                   | Giuseppe Rossiello             |
| XXI - Puglia               | Polo per le Libertà       | Giovanni Divella               |
| XXI - Puglia               | Polo per le Libertà       | Rosario Polizzi                |
| XXI - Puglia               | L'Ulivo                   | Giuseppina Servodio            |
| XXI - Puglia               | L'Ulivo                   | Vito Leccese                   |
| XXI - Puglia               | Polo per le Libertà       | Donato Bruno                   |
| XXI - Puglia               | Polo per le Libertà       | Valentino Manzoni              |
| XXI - Puglia               | L'Ulivo                   | Cosimo Faggiano                |
| XXI - Puglia               | Polo per le Libertà       | Luigi Vitali                   |
| XXII - Basilicata          | L'Ulivo                   | Giuseppe Molinari              |
| XXII - Basilicata          | Polo per le Libertà       | Nicola Pagliuca                |
| XXII - Basilicata          | L'Ulivo                   | Vincenzo Sica                  |
| XXII - Basilicata          | L'Ulivo                   | Domenico Izzo                  |
| XXII - Basilicata          | L'Ulivo                   | Gianni Pittella                |
| XXIII - Calabria           | Polo per le Libertà       | Alessandro Bergamo             |
| XXIII - Calabria           | L'Ulivo                   | Luigi Saraceni                 |
| XXIII - Calabria           | Polo per le Libertà       | Francesco Fino                 |
| XXIII - Calabria           | L'Ulivo                   | Mario Oliverio                 |
| XXIII - Calabria           | L'Ulivo                   | Aldo Brancati                  |
| XXIII - Calabria           | L'Ulivo                   | Paolo Palma                    |
| XXIII - Calabria           | Polo per le Libertà       | Giuseppe Galati                |
| XXIII - Calabria           | L'Ulivo                   | Massimo Mauro                  |
| XXIII - Calabria           | L'Ulivo                   | Rosario Olivo                  |
| XXIII - Calabria           | L'Ulivo                   | Rocco Gaetani                  |
| XXIII - Calabria           | L'Ulivo                   | Domenico Romano Carratelli     |
| XXIII - Calabria           | L'Ulivo                   | Giuseppe Soriero               |
| XXIII - Calabria           | L'Ulivo                   | Domenico Bova                  |
| XXIII - Calabria           | Polo per le Libertà       | Giovanni Filocamo              |
| XXIII - Calabria           | Polo per le Libertà       | Fortunato Aloi                 |
| XXIII - Calabria           | Polo per le Libertà       | Amedeo Matacena                |
| XXIII - Calabria           | L'Ulivo                   | Armando Veneto                 |
| XXIV - Sicilia 1           | Polo per le Libertà       | Michele Rallo                  |
| XXIV - Sicilia 1           | Polo per le Libertà       | Massimo Grillo                 |
| XXIV - Sicilia 1           | L'Ulivo                   | Salvatore Giacalone            |
| XXIV - Sicilia 1           | Francesco Paolo Lucchese  |                                |
| XXIV - Sicilia 1           | Gianfranco Miccichè       |                                |
| XXIV - Sicilia 1           | L'Ulivo                   | Giuseppe Lumia                 |
| XXIV - Sicilia 1           | Polo per le Libertà       | Gaspare Giudice                |
| XXIV - Sicilia 1           | Polo per le Libertà       | Silvio Liotta                  |
| XXIV - Sicilia 1           | Polo per le Libertà       | Carmelo Carrara                |
| XXIV - Sicilia 1           | Polo per le Libertà       | Enzo Fragalà                   |
| XXIV - Sicilia 1           | Polo per le Libertà       | Cristina Matranga              |
| XXIV - Sicilia 1           | Polo per le Libertà       | Guido Lo Porto                 |
| XXIV - Sicilia 1           | Polo per le Libertà       | Giacomo Baiamonte              |
| XXIV - Sicilia 1           | Polo per le Libertà       | Francesco Cascio               |
| XXIV - Sicilia 1           | L'Ulivo                   | Federico Guglielmo Lento       |
| XXIV - Sicilia 1           | Polo per le Libertà       | Filippo Misuraca               |
| XXIV - Sicilia 1           | Polo per le Libertà       | Giuseppe Amato                 |
| XXIV - Sicilia 1           | Polo per le Libertà       | Giovanni Marino                |
| XXIV - Sicilia 1           | L'Ulivo                   | Giuseppe Scozzari              |
| XXIV - Sicilia 1           | L'Ulivo                   | Nenè Mangiacavallo             |
| XXV - Sicilia 2            | Polo per le Libertà       | Rocco Crimi                    |
| XXV - Sicilia 2            | Polo per le Libertà       | Santino Pagano                 |
| XXV - Sicilia 2            | Polo per le Libertà       | Francesco Stagno d'Alcontres   |
| XXV - Sicilia 2            | Polo per le Libertà       | Salvatore D'Alia               |
| XXV - Sicilia 2            | Polo per le Libertà       | Domenico Nania                 |
| XXV - Sicilia 2            | Polo per le Libertà       | Nuccio Carrara                 |
| XXV - Sicilia 2            | L'Ulivo                   | Gaetano Rabbito                |
| XXV - Sicilia 2            | Polo per le Libertà       | Sebastiano Neri                |
| XXV - Sicilia 2            | Polo per le Libertà       | Ilario Floresta                |
| XXV - Sicilia 2            | Polo per le Libertà       | Paolo Tringali                 |
| XXV - Sicilia 2            | Polo per le Libertà       | Vincenzo Trantino              |
| XXV - Sicilia 2            | Polo per le Libertà       | Giuseppe Palumbo               |
| XXV - Sicilia 2            | Polo per le Libertà       | Benito Paolone                 |
| XXV - Sicilia 2            | Polo per le Libertà       | Elio Vito                      |
| XXV - Sicilia 2            | L'Ulivo                   | Michele Cappella               |
| XXV - Sicilia 2            | L'Ulivo                   | Rino Piscitello                |
| XXV - Sicilia 2            | Polo per le Libertà       | Stefania Prestigiacomo         |
| XXV - Sicilia 2            | Polo per le Libertà       | Nicola Bono                    |
| XXV - Sicilia 2            | L'Ulivo                   | Antonio Borrometi              |
| XXV - Sicilia 2            | Polo per le Libertà       | Enzo Caruso                    |
| XXV - Sicilia 2            | L'Ulivo                   | Giovanni Battista Caruano      |
| XXVI - Sardegna            | L'Ulivo                   | Paolo Manca                    |
| XXVI - Sardegna            | L'Ulivo                   | Francesco Carboni              |
| XXVI - Sardegna            | L'Ulivo                   | Antonio Attili                 |
| XXVI - Sardegna            | Polo per le Libertà       | Paolo Cuccu                    |
| XXVI - Sardegna            | L'Ulivo                   | Antonello Soro                 |
| XXVI - Sardegna            | L'Ulivo                   | Giovanni De Murtas             |
| XXVI - Sardegna            | L'Ulivo                   | Salvatore Ladu                 |
| XXVI - Sardegna            | Polo per le Libertà       | Giovanni Marras                |
| XXVI - Sardegna            | Polo per le Libertà       | Giuseppe Aleffi                |
| XXVI - Sardegna            | L'Ulivo                   | Salvatore Cherchi              |
| XXVI - Sardegna            | Polo per le Libertà       | Piergiorgio Massidda           |
| XXVI - Sardegna            | Polo per le Libertà       | Gian Franco Anedda             |
| XXVI - Sardegna            | L'Ulivo                   | Antonina Dedoni                |
| XXVI - Sardegna            | Polo per le Libertà       | Salvatore Cicu                 |
| XXVII - Valle d'Aosta      | Vallée d'Aoste            | Roberto Nicco                  |

## Proporzionale
| Circoscrizione             | Partito                                                    | Eletto                       |
| -------------------------- | ---------------------------------------------------------- | ---------------------------- |
| I - Piemonte 1             | Forza Italia                                               | Edro Colombini               |
| I - Piemonte 1             | Forza Italia                                               | Piero Melograni              |
| I - Piemonte 1             | Lega Nord                                                  | Mario Borghezio              |
| I - Piemonte 1             | Alleanza Nazionale                                         | Gaetano Rasi                 |
| I - Piemonte 1             | Rifondazione Comunista                                     | Maura Cossutta               |
| I - Piemonte 1             | Rinnovamento Italiano                                      | Leone Delfino                |
| II - Piemonte 2            | Forza Italia                                               | Franco Stradella             |
| II - Piemonte 2            | Lega Nord                                                  | Oreste Rossi                 |
| II - Piemonte 2            | Lega Nord                                                  | Domenico Comino              |
| II - Piemonte 2            | Partito Democratico della Sinistra                         | Silvana Dameri               |
| II - Piemonte 2            | Popolari per Prodi                                         | Giancarlo Lombardi           |
| II - Piemonte 2            | Rifondazione Comunista                                     | Angelo Muzio                 |
| II - Piemonte 2            | Centro Cristiano Democratico - Cristiani Democratici Uniti | Teresio Delfino              |
| III - Lombardia 1          | Forza Italia                                               | Lucio Colletti               |
| III - Lombardia 1          | Partito Democratico della Sinistra                         | Gloria Buffo                 |
| III - Lombardia 1          | Partito Democratico della Sinistra                         | Michele Salvati              |
| III - Lombardia 1          | Lega Nord                                                  | Francesco Formenti           |
| III - Lombardia 1          | Lega Nord                                                  | Roberto Grugnetti            |
| III - Lombardia 1          | Lega Nord                                                  | Roberto Maroni               |
| III - Lombardia 1          | Alleanza Nazionale                                         | Pietro Armani                |
| III - Lombardia 1          | Rifondazione Comunista                                     | Maria Carazzi                |
| III - Lombardia 1          | Rifondazione Comunista                                     | Giuliano Pisapia             |
| III - Lombardia 1          | Rinnovamento Italiano                                      | Paolo Ricciotti              |
| IV - Lombardia 2           | Partito Democratico della Sinistra                         | Adria Bartolich              |
| IV - Lombardia 2           | Rinnovamento Italiano                                      | Elisa Pozza Tasca            |
| IV - Lombardia 2           | Lega Nord                                                  | Umberto Bossi                |
| IV - Lombardia 2           | Lega Nord                                                  | Maurizio Balocchi            |
| IV - Lombardia 2           | Lega Nord                                                  | Uber Anghinoni               |
| IV - Lombardia 2           | Centro Cristiano Democratico - Cristiani Democratici Uniti | Luca Volontè                 |
| IV - Lombardia 2           | Forza Italia                                               | Giulio Tremonti              |
| IV - Lombardia 2           | Forza Italia                                               | Guido Possa                  |
| IV - Lombardia 2           | Alleanza Nazionale                                         | Sandra Fei                   |
| V - Lombardia 3            | Partito Democratico della Sinistra                         | Piera Capitelli              |
| V - Lombardia 3            | Forza Italia                                               | Marcello Dell'Utri           |
| V - Lombardia 3            | Lega Nord                                                  | Giancarlo Pagliarini         |
| V - Lombardia 3            | Partito della Rifondazione Comunista                       | Edo Rossi                    |
| VI - Trentino-Alto Adige   | Alleanza Nazionale                                         | Pietro Mitolo                |
| VI - Trentino-Alto Adige   | Lega Nord                                                  | Rolando Fontan               |
| VII - Veneto 1             | Partito Democratico della Sinistra                         | Pietro Folena                |
| VII - Veneto 1             | Forza Italia                                               | Antonio Marzano              |
| VII - Veneto 1             | Alleanza Nazionale                                         | Nicola Pasetto               |
| VII - Veneto 1             | Lega Nord                                                  | Umberto Chincarini           |
| VII - Veneto 1             | Lega Nord                                                  | Stefano Stefani              |
| VII - Veneto 1             | Partito della Rifondazione Comunista                       | Tiziana Valpiana             |
| VII - Veneto 1             | Popolari per Prodi                                         | Gianclaudio Bressa           |
| VII - Veneto 1             | Centro Cristiano Democratico - Cristiani Democratici Uniti | Mauro Fabris                 |
| VIII - Veneto 2            | Forza Italia                                               | Paolo Scarpa Bonazza Buora   |
| VIII - Veneto 2            | Alleanza Nazionale                                         | Gustavo Selva                |
| VIII - Veneto 2            | Lega Nord                                                  | Enrico Cavaliere             |
| VIII - Veneto 2            | Lega Nord                                                  | Franca Gambato               |
| VIII - Veneto 2            | Rinnovamento Italiano                                      | Giovanni Crema               |
| IX - Friuli-Venezia Giulia | Partito Democratico della Sinistra                         | Antonio Di Bisceglie         |
| IX - Friuli-Venezia Giulia | Forza Italia                                               | Vittorio Sgarbi              |
| IX - Friuli-Venezia Giulia | Lega Nord                                                  | Pietro Fontanini             |
| X - Liguria                | Partito Democratico della Sinistra                         | Marida Bolognesi             |
| X - Liguria                | Forza Italia                                               | Alberto Gagliardi            |
| X - Liguria                | Alleanza Nazionale                                         | Paolo Armaroli               |
| X - Liguria                | Lega Nord                                                  | Giacomo Chiappori            |
| X - Liguria                | Partito della Rifondazione Comunista                       | Lucio Manisco                |
| XI - Emilia-Romagna        | Partito Democratico della Sinistra                         | Fulvia Bandoli               |
| XI - Emilia-Romagna        | Partito Democratico della Sinistra                         | Franco Chiusoli              |
| XI - Emilia-Romagna        | Partito Democratico della Sinistra                         | Francesca Izzo               |
| XI - Emilia-Romagna        | Forza Italia                                               | Elio Massimo Palmizio        |
| XI - Emilia-Romagna        | Forza Italia                                               | Gianni Pilo                  |
| XI - Emilia-Romagna        | Alleanza Nazionale                                         | Filippo Berselli             |
| XI - Emilia-Romagna        | Alleanza Nazionale                                         | Stefano Morselli             |
| XI - Emilia-Romagna        | Lega Nord                                                  | Pierluigi Copercini          |
| XI - Emilia-Romagna        | Lega Nord                                                  | Daniela Santandrea           |
| XI - Emilia-Romagna        | Centro Cristiano Democratico - Cristiani Democratici Uniti | Carlo Giovanardi             |
| XII - Toscana              | Partito Democratico della Sinistra                         | Elena Emma Cordoni           |
| XII - Toscana              | Partito Democratico della Sinistra                         | Laura Pennacchi              |
| XII - Toscana              | Forza Italia                                               | Paolo Bonaiuti               |
| XII - Toscana              | Forza Italia                                               | Roberto Tortoli              |
| XII - Toscana              | Alleanza Nazionale                                         | Luigi Martini                |
| XII - Toscana              | Alleanza Nazionale                                         | Altero Matteoli              |
| XII - Toscana              | Alleanza Nazionale                                         | Riccardo Migliori            |
| XII - Toscana              | Lega Nord                                                  | Simone Gnaga                 |
| XII - Toscana              | Partito della Rifondazione Comunista                       | Eduardo Bruno                |
| XII - Toscana              | Centro Cristiano Democratico - Cristiani Democratici Uniti | Giovanni Panetta             |
| XIII - Umbria              | Forza Italia                                               | Giuliano Urbani              |
| XIII - Umbria              | Alleanza Nazionale                                         | Domenico Benedetti Valentini |
| XIV - Marche               | Partito Democratico della Sinistra                         | Nilde Iotti                  |
| XIV - Marche               | Forza Italia                                               | Maurizio Bertucci            |
| XIV - Marche               | Alleanza Nazionale                                         | Giulio Conti                 |
| XIV - Marche               | Centro Cristiano Democratico - Cristiani Democratici Uniti | Stefano Bastianoni           |
| XV - Lazio 1               | Partito Democratico della Sinistra                         | Claudia Mancina              |
| XV - Lazio 1               | Forza Italia                                               | Alberto Michelini            |
| XV - Lazio 1               | Alleanza Nazionale                                         | Gianni Alemanno              |
| XV - Lazio 1               | Alleanza Nazionale                                         | Maurizio Gasparri            |
| XV - Lazio 1               | Alleanza Nazionale                                         | Domenico Gramazio            |
| XV - Lazio 1               | Alleanza Nazionale                                         | Antonio Mazzocchi            |
| XV - Lazio 1               | Alleanza Nazionale                                         | Livio Proietti               |
| XV - Lazio 1               | Partito della Rifondazione Comunista                       | Walter De Cesaris            |
| XV - Lazio 1               | Partito della Rifondazione Comunista                       | Gabriella Pistone            |
| XV - Lazio 1               | Rinnovamento Italiano                                      | Augusto Fantozzi             |
| XVI - Lazio 2              | Partito Democratico della Sinistra                         | Anna Serafini                |
| XVI - Lazio 2              | Forza Italia                                               | Luca Danese                  |
| XVI - Lazio 2              | Alleanza Nazionale                                         | Adolfo Urso                  |
| XVI - Lazio 2              | Partito della Rifondazione Comunista                       | Mario Michelangeli           |
| XVI - Lazio 2              | Centro Cristiano Democratico - Cristiani Democratici Uniti | Maretta Scoca                |
| XVII - Abruzzo             | Partito Democratico della Sinistra                         | Osvaldo Scrivani             |
| XVII - Abruzzo             | Forza Italia                                               | Giovanni Dell'Elce           |
| XVII - Abruzzo             | Partito della Rifondazione Comunista                       | Antonio Saia                 |
| XVIII - Molise             | Partito Democratico della Sinistra                         | Luigi Occhionero             |
| XX - Campania 1            | Forza Italia                                               | Luigi Cesaro                 |
| XX - Campania 1            | Forza Italia                                               | Giuseppe Del Barone          |
| XX - Campania 1            | Forza Italia                                               | Pietro Giannattasio          |
| XX - Campania 1            | Forza Italia                                               | Antonio Martusciello         |
| XX - Campania 1            | Alleanza Nazionale                                         | Nicola Miraglia Del Giudice  |
| XX - Campania 1            | Alleanza Nazionale                                         | Carlo Pace                   |
| XX - Campania 1            | Partito della Rifondazione Comunista                       | Armando Cossutta             |
| XX - Campania 1            | Partito della Rifondazione Comunista                       | Mara Malavenda               |
| XX - Campania 2            | Partito Democratico della Sinistra                         | Carmine Nardone              |
| XX - Campania 2            | Partito Democratico della Sinistra                         | Isaia Sales                  |
| XX - Campania 2            | Forza Italia                                               | Franco Di Comite             |
| XX - Campania 2            | Forza Italia                                               | Pasquale Giuliano            |
| XX - Campania 2            | Partito della Rifondazione Comunista                       | Mario Brunetti               |
| XX - Campania 2            | Centro Cristiano Democratico - Cristiani Democratici Uniti | Clemente Mastella            |
| XX - Campania 2            | Rinnovamento Italiano                                      | Roberto Villetti             |
| XXI - Puglia               | Partito Democratico della Sinistra                         | Rosa Stanisci                |
| XXI - Puglia               | Partito Democratico della Sinistra                         | Gaetano Veneto               |
| XXI - Puglia               | Forza Italia                                               | Peppino Calderisi            |
| XXI - Puglia               | Forza Italia                                               | Antonio Guidi                |
| XXI - Puglia               | Forza Italia                                               | Antonio Leone                |
| XXI - Puglia               | Forza Italia                                               | Marianna Li Calzi            |
| XXI - Puglia               | Alleanza Nazionale                                         | Luigi Colonna                |
| XXI - Puglia               | Centro Cristiano Democratico - Cristiani Democratici Uniti | Marco Follini                |
| XXI - Puglia               | Centro Cristiano Democratico - Cristiani Democratici Uniti | Massimo Ostillio             |
| XXI - Puglia               | Partito della Rifondazione Comunista                       | Nicola Vendola               |
| XXII - Basilicata          | Alleanza Nazionale                                         | Alessandro Galeazzi          |
| XXII - Basilicata          | Popolari per Prodi                                         | Antonio Boccia               |
| XXIII - Calabria           | Alleanza Nazionale                                         | Angela Napoli                |
| XXIII - Calabria           | Alleanza Nazionale                                         | Raffaele Valensise           |
| XXIII - Calabria           | Partito della Rifondazione Comunista                       | Maria Celeste Nardini        |
| XXIII - Calabria           | Centro Cristiano Democratico - Cristiani Democratici Uniti | Mario Tassone                |
| XXIII - Calabria           | Rinnovamento Italiano                                      | Bonaventura Lamacchia        |
| XXIV - Sicilia 1           | Partito Democratico della Sinistra                         | Luciano Violante             |
| XXIV - Sicilia 1           | Forza Italia                                               | Alberto Acierno              |
| XXIV - Sicilia 1           | Forza Italia                                               | Filippo Mancuso              |
| XXIV - Sicilia 1           | Alleanza Nazionale                                         | Nino Lo Presti               |
| XXIV - Sicilia 1           | Partito della Rifondazione Comunista                       | Fausto Bertinotti            |
| XXIV - Sicilia 1           | Popolari per Prodi                                         | Sergio Mattarella            |
| XXIV - Sicilia 1           | Rinnovamento Italiano                                      | Giuseppe Albertini           |
| XXV - Sicilia 2            | Partito Democratico della Sinistra                         | Anna Finocchiaro             |
| XXV - Sicilia 2            | Partito Democratico della Sinistra                         | Antonietta Rizza             |
| XXV - Sicilia 2            | Forza Italia                                               | Giacomo Garra                |
| XXV - Sicilia 2            | Forza Italia                                               | Antonino Gazzara             |
| XXV - Sicilia 2            | Forza Italia                                               | Antonio Martino              |
| XXV - Sicilia 2            | Partito della Rifondazione Comunista                       | Luca Cangemi                 |
| XXV - Sicilia 2            | Centro Cristiano Democratico - Cristiani Democratici Uniti | Salvatore Cardinale          |
| XXVI - Sardegna            | Partito Democratico della Sinistra                         | Angelo Altea                 |
| XXVI - Sardegna            | Forza Italia                                               | Beppe Pisanu                 |
| XXVI - Sardegna            | Alleanza Nazionale                                         | Carmelo Porcu                |
| XXVI - Sardegna            | Partito della Rifondazione Comunista                       | Giovanni Meloni              |